# 多形牙螺
多形牙螺是新腹足目麦螺科的一种。舊屬核螺属，今屬Euplica屬。

## 分布
主要分布于中国大陆，常栖息在潮间带。